# Złota (gmina)
La gmina de Złota est une commune rurale de la voïvodie de Sainte-Croix et du powiat de Pińczów. Elle s'étend sur 81,7 km2 et comptait 4 877 habitants en 2006. Son siège est le village de Złota qui se situe à environ 18 kilomètres au sud de Pińczów et à 56 kilomètres au sud de Kielce.

## Villages
La gmina de Złota comprend les villages et localités de Biskupice, Chroberz, Górki Kostrzeszyńskie, Graby, Kolonie Pełczyskie, Korce, Kostrzeszyn, Łobodzie, Lubowiec, Miernów, Młynek, Niegosławice, Nieprowice, Odrzywół, Olbrych, Pełczyska, Probołowice, Rudawa, Stawiszyce, Wojsławice, Wola Chroberska, Wymysłów, Żabiniec, Złota et Żurawniki.

## Gminy voisines
La gmina de Złota est voisine des gminy de Czarnocin, Pińczów et Wiślica.